# Xenortholitha ignotata
Xenortholitha ignotata är en fjärilsart som beskrevs av Otto Staudinger 1897. Xenortholitha ignotata ingår i släktet Xenortholitha och familjen mätare. Inga underarter finns listade i Catalogue of Life.